# 제14회 금마장
제14회 금마장(第14屆金馬獎)은 1977년 10월 30일 중화민국 타이베이시 중산당에서 열린 시상식이다.

## 수상 및 후보

### 작품상
- 건교영렬전

### 감독상
- 장증택 수상

### 남우주연상
- 진상림 수상

### 여우주연상
- 진추하 수상

### 남우조연상
- 백응 수상

### 여우조연상
- 호인몽 수상